# بچرخ تا بچرخیم
بچرخ تا بچرخیم نام یک فیلم پویانمایی کوتاه ساخت ایران به نویسندگی محمد سرشار و کارگردانی رسول آذرگون و در گونه رمزی سیاسی است که پخش آن در روز ملی فناوری هسته‌ای از شبکه کودک و نوجوان تلویزیون ایران، واکنش‌های زیادی را برانگیخت و در کمتر از دو هفته، بیش از یک میلیون بار دیده شد.
این انیمیشن در بهار سال ۱۳۹۴ براساس داستان کوتاه پرطرفدار «داستان ما و کدخدایی که نمی‌خواست فرفره بسازیم»، به سفارش مرکز اوج کودک و نوجوان وابسته به سازمان هنری رسانه‌ای اوج تولید شد و جوایزی را به خود اختصاص داد. موضوع جنجالی این انیمیشن و طراحی شخصیت‌های آن براساس چهره رهبر جمهوری اسلامی ایران، حسن روحانی، محمود احمدی‌نژاد، محمد خاتمی و دانشمندان هسته‌ای ایرانی کشته‌شده توسط اسراییل، واکنش‌های موافق و مخالف بسیاری را برانگیخت. آن گونه که در ۱۶ فروردین ۱۳۹۵، مجله برترین‌ها، این فیلم را چهره هفته اعلام کرد.

## خلاصه داستان
«بچرخ تا بچرخیم» روایتی کودکانه از اعمال تحریم‌های غرب علیه مردم ایران است. «دایی محمد»، «عمو محمود» و «عمو حسن» به‌ترتیب دربارهٔ اتفاقاتی که داخل خانه «آقاجون» می‌افتد با «آقای سام» روبه‌رو می‌شوند. ماجرا از این قرار است که نوه‌های آقاجون با دیدن اسباب بازی جدید پسر آقای سام که یک فرفره رنگی بود تصمیم می‌گیرند تا شبیه آن را بسازند. پس از آن متوقف نمی‌شوند و اسباب بازی جدید دیگری می‌سازند. آن‌ها در آخر با لبخندهای آقاجون سراغ ساخت «چرخ چاه» می‌روند، چیزی که عدم توانایی در ساخت آن باعث شده بود همه را در دِه مرید و وابسته به آقای سام کند. شخصیت‌های داستان به‌گونه‌ای طراحی شدند که ماجرای آن‌ها شبیه به عملکرد سه دولت پیاپی در موضوع هسته‌ای ایران است.

## جایزه‌ها و نامزدی‌ها
فهرست جایزه‌های فیلم بچرخ تا بچرخیم:
| چهارمین جشنواره رسول آفتاب ۱۳۹۳ | بهترین داستان نوجوان  | محمد سرشار  | برنده |
| ششمین جشنواره فیلم عمار ۱۳۹۴    | بهترین فیلم پویانمایی | رسول آذرگون | برنده |

## اکران
فیلم پویانمایی بچرخ تا بچرخیم نخستین بار در افتتاحیه ششمین جشنواره مردمی فیلم عمار اکران شد. سپس نسخه‌های فارسی و عربی این فیلم، در فضای مجازی منتشر گشت.
با انتشار این اثر در فضای مجازی، گزارشهای متعددی از اکران مردمی آن در مدارس، مساجد، دانشگاه‌ها و … منتشر شد.
در ۱۸ بهمن ۱۳۹۴، این فیلم در مسجدالنبی شهر تهران، در ۲۰ بهمن ۱۳۹۴، در مسجد خاتم‌الانبیاء شهر همدان
در ۲۰ بهمن ۱۳۹۴، در دبستان پسرانه هفده شهریور کوچصفهان، در ۲۱ بهمن در دانشکده علوم پزشکی شهر گراش، در ۲۵ بهمن ۱۳۹۴، در حوزه علمیه امام حسن عسکری علیه‌السلام شهر سپیدان
در ۲۷ بهمن ۱۳۹۴، در مهد قرآنی سربازان ولایت شهر کوچصفهان و تالار نور شهر مشهد، در اول اسفند در دبستان مفید شهر تهران، در ۴ اسفند ۱۳۹۴، مدرسه پانزده خرداد روستای خشت مسجد از توابع شهر کوچصفهان، در ۱۶ اسفند ۱۳۹۴، در دانشگاه صنعتی شاهرود، به نمایش درآمد.
در ۲۰ فروردین ۱۳۹۵، هم‌زمان با روز ملی فناوری هسته‌ای ایران، شبکه کودک و نوجوان سیمای جمهوری اسلامی ایران، این فیلم را پخش کرد.
در ۲۳ فروردین ۱۳۹۵، در همایش «آنچه بر هسته‌ای گذشت» در دانشگاه علوم پزشکی اهواز، فیلم بچرخ تا بچرخیم پخش شد.
در فروردین ۱۳۹۵، ماهنامه لبنانی «مهدی» با دوبله فیلم بچرخ تا بچرخیم به زبان عربی، اقدام به انتشار فیلم، متن مکتوب و بازی فکری این فیلم کرد.

## واکنش‌های مخالفان
نخستین مخالفت با این فیلم، در روز دوشنبه ۲۳ فروردین ۱۳۹۵، در سایت کلمه نشان داده شد. این سایت، فیلم را «رپرتاژ ویژه صداوسیما و رسانه سپاه به نفع عمو محمود» دانست.
کارتنی نمادین از تاریخ سه دوره ریاست جمهوری اخیر کشورمان با استفاده از کارکترهای برگرفته از نام شهدای هسته‌ای با موضوع توافق و برجسته‌سازی «عمو محمود» به عنوان مرد جسور و حق‌طلب! خانواده.
قصه‌ای که می‌گوید «مسعود» و «مجید» و «مصطفی» می‌خواهند فرفره بسازند و سه عمو با نام‌های عمو محمد، عمو محمود و عمو حسن نقش‌های متفاوتی در این ساختن ایفا می‌کنند و در نهایت «عمو حسن» با توافق با آقای سام بچه‌ها را غمگین و ناامید می‌کند.

پس از سایت کلمه، روزنامه شرق مهمترین واکنش را به این فیلم در صفحه یک خود نشان داد و برای نخستین بار در تاریخ روزنامه‌نگاری ایران، یک فیلم انیمیشن به تیتر نخست مهمترین روزنامه سیاسی ایران تبدیل شد. روزنامه شرق در روز سه‌شنبه ۲۴ فروردین ۱۳۹۵ با اختصاص نیمی از صفحه دوم خود، این فیلم را «جنگ روانی علیه دولت در اوج» خواند.
در این انیمیشن از موضعی ناامیدانه به دستاورد توافق هسته‌ای پرداخته می‌شود و چهره‌های شاخص کشور با تصویری نه‌چندان محترمانه نشان داده می‌شوند. ظاهراً مؤسسه اوج قصد ندارد دست از ساخت محصولات پرحاشیه بردارد؛ درحالی‌که هزینه ساخت این محصولات و اعتبارات تولیدات خود را با حمایت نهادهای خاص تأمین می‌کند. در این داستان منظور از آقای سام کشورهای غربی و به‌ویژه آمریکاست. دایی محمد که شخصیتی محافظه‌کار و ترسو است، رئیس دولت اصلاحات است که فرفره‌ها را در صندوق می‌گذارد (تعلیق غنی‌سازی اورانیوم) این مؤسسه حتی از شبیه‌سازی چهره‌ها هم ابایی نداشته و شخصیت‌های کارتونی را با مشخصاتی همانند چهره اصلی طراحی کرده‌است. مدل ریش و عینک دایی محمد شبیه رئیس‌جمهور دوره اصلاحات است.
عمو محمود چهره جسور و شجاع داستان که مدام به آقای سام اعتراض می‌کند و ایده ساخت روروَک را به بچه‌ها می‌دهد، محمود احمدی‌نژاد است؛ تنها چهره‌ای که سازندگان این انیمیشن آن را تأیید می‌کنند و ظاهراً همچنان به او علاقه دارند. او لباسی روستایی به تن دارد. عمو حسن که با انجام توافق با آقای سام بچه‌ها را غمگین می‌کند، حسن روحانی، رئیس‌جمهور ایران، است که کلاهی بنفش‌رنگ به سر دارد. بچه‌ها «مسعود» و «مجید» و «مصطفی» هم همنام شهدای هسته‌ای هستند.
رادیو فردا و سازمان مجاهدین خلق ایران (مشهور به منافقین) نیز به پخش این انیمیشن واکنش نشان داد.

## واکنش‌های موافقان
در سال ۱۳۹۲، حسام‌الدین آشنا، مشاور فرهنگی رئیس‌جمهور حسن روحانی، داستان این فیلم را «عالی و به جا، با کمی سس شیطنت» توصیف کرد.
در سال ۱۳۹۳، داستان این فیلم، بهترین داستان نوجوان چهارمین جشنواره مردمی رسول آفتاب اعلام شد.
در سال ۱۳۹۴، فیلم پویانمایی «بچرخ تا بچرخیم» در افتتاحیه ششمین جشنواره فیلم عمار به نمایش درآمد.
خبرگزاری تسنیم این فیلم را «نقطه مؤثر هنر انقلاب برای تربیت نسلی انقلابی» دانست.
دوباره موضع‌گیری برخی رسانه‌ها نسبت به نمایش این انیمیشن که با استقبال قابل توجهی همراه بوده، آغاز شده‌است. برخورد اعتراضی و واکنشی نسبت به هنر، به این نتیجه منجر شد که داستان جالبِ دو سال قبل سرشار تبدیل به انیمیشنی جذاب‌تر بشود.
خبرگزاری فارس، ادعاهای روزنامه شرق دربارهٔ این فیلم را «دروغهای عجیب یک روزنامه» خواند.
انیمیشن «بچرخ تا بچرخیم» به قلم محمد سرشار و کارگردانی رسول آذرگون یکی از تولیدات سازمان اوج بود که پیش از ماجرای برجام و توافق هسته‌ای و در خرداد ماه سال گذشته تولید و در فضای مجازی منتشر شد. این انیمیشن اتفاقاً در جشنواره مردمی عمار نیز شرکت داشته و در ششمین دوره جشنواره عمار فانوس انیمیشن را نیز از آن خود کرد. این در حالی است که روزنامه شرق در گزارش خود از تولید این انیمیشن خبر می‌دهد و آن را مقابله سازمان اوج با برجام می‌خواند، آن هم در حالی که با یک جستجوی ساده اینترنتی به سادگی می‌توان تاریخ تولید انیمیشن را دریافت و نسبت این انیمیشن با برجان را به خوبی متوجه شد. اما گویا گزارش نویس مزبور برای تهیه این گزارش حتی به خود زحمت یک جستجوی ساده اینترنی را هم نداده‌است!

## واکنش‌های سازندگان
نخستین کسی که به تیتر یک روزنامه شرق واکنش نشان داد، تهیه‌کننده فیلم، محمدامین همدانی بود. او با تشکر از روزنامه شرق برای کمک به دیدن شدن این فیلم گفت: «این انیمیشن در تلاش برای بیان اهمیت خودکفایی و اقتصاد مقاومتی است. تلاشی که در واکنش به اقدامات امروز و زورگویی ظالمانه غرب و آمریکا است. انیمشین «بچرخ تا بچرخیم» سعی در بیان ساده این ماجرا برای مخاطب کودک و نوجوان دارد تا بتواند به این صورت به مفهوم خودکفایی بپردازد.»
پس از تهیه‌کننده، رسول آذرگون، کارگردان فیلم با باشگاه خبرنگاران جوان گفتگو کرد و گفت: «مطلب را در روزنامه شرق دیدم. اینکه این انیمیشن کنایه به دولت باشد را قبول ندارم و این‌طور نیست. به نظرم اگر شتاب‍زده و غیرحرفه‌ای برخورد نمی‌کردند و یک جستجوی کوچک در اینترنت انجام می‌دادند، تاریخ آپلود انیمیشن را می‌دیدند. وی در ادامه افزود: این انیمیشن اردیبهشت سال گذشته که هنوز خبری از برجام و توافق هسته‌ای نبود، ساخته شده و خرداد ماه ۹۴ آپلود شده‌است. این مطلب برای من بسیار خنده‌دار بود و لبخند بر لبم نشاند. بیشتر تفسیر به رأی یک نفر بود اما من فکر می‌کنم که مگر می‌شود، بدون تحقیق و تماشای یک اثر در خصوص آن چیزی نوشت؟!»
محمد سرشار، نویسنده فیلم‌نامه نیز در گفتگو با خبرگزاری ایسنا از روزنامه شرق برای پرداختن به این انیمیشن تشکر کرد و اظهار داشت: «به نظرم این اتفاق خیلی خوب و بزرگی است که یک روزنامه سیاسی، تصویر این انیمیشن را در صفحه یک خود کار کرده‌است.»